# Власов, Марат Павлович
Мара́т Па́влович Вла́сов (21 апреля 1932, Москва — 22 мая 2004, Москва) — советский и российский киновед. Кандидат искусствоведения, профессор.

## Биография
Родился 21 апреля 1932 года в Москве в семье Павла Георгиевича Власова, учёного секретаря Биологического института им. К. А. Тимирязева Комакадемии, и его жены, Александры Ивановны Бобровской. Своё имя получил в честь Великой французской революции. В апреле 1935 года отец был назначен директором Дальневосточного научно-исследовательского института земледелия и животноводства, и через некоторое время семья переехала к нему в Хабаровск. В 1937 году последовал переезд во Владивосток, куда отца направили заведующим научным отделом Дальневосточного филиала Академии наук СССР, но уже через год его снова перевели в Хабаровск на прежнюю должность. В мае 1943 года он был назначен заместителем председателя Хабаровского крайисполкома по сельскому хозяйству, а в сентябре 1944 года – заместителем заведующего сельскохозяйственным отделом Хабаровского крайкома ВКП(б). В своих воспоминаниях он писал:

Из-за квартирной неустроенности моя семья в числе 4-х человек (в том числе трое детей) жила в постоянных переездах из Москвы в Хабаровск, из Хабаровска во Владивосток и обратно, и опять из Хабаровска в Москву, и обратно в Хабаровск. (…) Только через пять лет удалось получить две комнаты в двухсемейной квартире нового и первого в Хабаровске жилого дома специалистов.
Весной 1946 года семья переехала в Ульяновск, где Павел Георгиевич Власов стал ректором Ульяновского сельскохозяйственного института.
В 1950 году Марат Власов поступил на киноведческий факультет Всесоюзного государственного института кинематографии (мастерская Елизаветы Смирновой). В 1954 году его родители вернулись из Ульяновска в Москву.
В 1955 году по окончании института зачислен «заведующим лабораторией фильмоведения», то есть фильмотекой. С 1960 года преподавал на киноведческом факультете ВГИКа. 
В 1963 году защитил диссертацию на соискание учёной степени кандидата искусствоведения по теме «А. П. Довженко и фольклор. Некоторые черты творческого стиля».
С 1973 года – руководитель мастерской на киноведческом факультета, исполняющий обязанности заведующего кафедрой киноведения ВГИКа.
В 1991—2001 годах заведовал кафедрой киноведения ВГИКа. В 1992 году ему было присвоено учёное звание профессора.
Выступал в печати по вопросам киноискусства с 1953 года. Автор ряда книг и статей о теории и истории советского кино.
Член КПСС с 1961 по 1991 год. Член Союза кинематографистов СССР и Союза кинематографистов России.
Умер 22 мая 2004 года в Москве. Похоронен на Востряковском кладбище.
- Жена — Лидия Алексеевна Балашова (1932–2014), редактор дубляжа киностудии «Мосфильм».
- Дочь – Алла Маратовна (Власова) Медведева (род. 8 августа 1956), редактор кино и телевидения.

## Награды
1999 — орден Дружбы